# Бутивля
Бутивля (укр. Бутивля) — река в Стрыйском районе Львовской области Украины. Левый приток реки Орява (бассейн Днестра).
Длина реки 16 км, площадь бассейна 80 км². Река типично горная. Долина узкая. Пойма местами односторонняя или отсутствует. Русло слабоизвилистое, с каменистым дном и многочисленными перекатами. Характерны паводки после сильных дождей или во время оттепели.
Берёт начало западнее села Коростов, на северо-восточных склонах хребта Высокий Верх. Течет между горами Сколевских Бескидов преимущественно на восток, в низовьях — на юго-восток. Впадает в реку Орява в пределах села Коростов.
Основной приток — река Малая Бутивля (левый).